# 이병태 (경영학자)
이병태(1960년 2월 25일 (1960년 음력 1월 29일~)는 대한민국의 경영학자이다. 한국과학기술원 경영공학부의 경영정보 분야 교수를 지냈다.

## 활동
- 공식 홈페이지에 따르면, 정보 경제학, IT 비즈니스 전략, 비즈니스 애널리틱스, 사회적 경제가 주된 연구 분야이며, 주요 대기업 및 금융기업 등 산업체에서 자문 활동을 한 경력이 있다.
- 2017년 7월, 페이스북에 "헬조선이라 빈정거리지 마라, 부모세대야말로 전부 울고 싶은 심정일 것이다"라는 글을 올린 바 있다.[1] 이에 대해 박찬운 한양대학교 법학전문대학원 교수는 "징징댄다고 타박하는 것은 오만 중의 오만이다"라며 이병태 교수를 비판하는 글을 올렸다.[2]
- 2017년 10월, 국회 환경노동위원회 국정감사에서 신보라 자유한국당 의원의 요청에 의해 참고인으로 출석하였다. 이 자리에서 최저임금과 관련해 더불어민주당 및 정의당 의원들과 설전을 벌인 적 있다. 민주당 및 정의당 의원들은 이병태 교수를 향해 의견이 다르다는 이유로 언성을 높여, 참고인에 대한 갑질 논란이 있었다.[3] 일각에서는 MIS(경영정보시스템)을 중심으로 전문성을 쌓은 인물을 KAIST 교수라는 이유만으로 노동정책 참고인으로 삼은 국회 자체에 문제가 있다는 비판도 있다.
- 2018년 1월, 김용태 혁신위원장에 의해 자유한국당 2차 혁신위원장으로 합류했다.[4]
- 2018년 8월, KBS <엄경철의 심야토론>에 출연해 최배근 건국대학교 교수와 고용 쇼크 및 소득주도성장론에 대한 논쟁을 펼쳤다.[5]
- 2018년 12월, 홍준표 전 자유한국당 대표의 유튜브 채널인 <TV홍카콜라>에 출연하기 시작했다. 이 교수는 <시사대담 홍크나이트 쇼> 프로그램에 출연해 '경제 폭망 이유'를 설명했고, 해당 영상은 <TV홍카콜라>에 업로드된 영상 중 최다 조회수인 50만 회를 기록했다. (2019년 1월 19일 기준)[6]

이병태 교수는 2021년 6월 성추행 혐의로 경찰 조사를 받고 있다. 카이스트는 이 교수를 직위해제했다.
카이스트 관계자는 "사실확인을 통해 '수사기관에서 조사, 수사중인 자'로 파악했고, 정상적인 업무가 어렵다고 보고 관련 인사 규정에 따라 이 교수를 직위해제했다"고 밝혔다.
이 관계자는 "성비위와 관련해서는 무관용의 원칙으로 대응하고 있다"며 "현재 수사가 시작된 상황이고, 아직 모든 게 밝혀진 건 아니지만 성비위 관련 내용이라 엄격히 조치한 상태"라고 덧붙였다.
경찰 등에 따르면 이 교수는 지난 19일 오후 서울 강남구 청담동 길거리에서 술에 취해 지인을 강제 추행한 혐의로 경찰 수사를 받고 있다.
(당시 상황)
밤 10시가 넘은 서울 강남의 한 골목길.
한 남성이 여성을 구석으로 끌고 갑니다.
[목격자]
"그냥 비명 지르듯이 소리를 질렀다고 해요. 남자가 바지를 벗고 여자는 앉아있는 상태였고, 그 상태를 친구들이 제지를 하고 있었고요."
잠시 뒤 경찰차가 현장에 도착합니다.
강제추행 신고로 현장에서 연행된 남성은, 카이스트 경영공학부 이병태 교수였습니다.
이병태 교수는 친일은 정상이라는 발언을 서스럼 없이 했으며 페이스북과 트위터는 닫은 상태인 것으로 파악된다.

## 견해
- 암호화폐 및 블록체인에 대해 호의적인 입장을 드러낸 바 있다.[7][8]
- 소득주도성장론에 대해서 부정적인 입장이다.[9]
- 유튜브에 '조선업은 망할 것'이라고 주장하고 있다.

## 학력
- 1990 ~ 1994: 텍사스대학교 오스틴캠퍼스 대학원 경영학 박사
- 1983 ~ 1985: 한국과학기술원 대학원 경영과학 석사
- 1979 ~ 1983: 서울대학교 산업공학 학사

## 경력
- 2025.04 ~ 2025.04: 국민의힘 홍준표 제21대 대통령 선거 경선후보 무대홍 캠프 총괄정책본부장
- 펜앤드마이크 객원 칼럼니스트
- 2019.09 ~ : 자유와희망나라세우기 대표
- 2019.06 ~ 2019.09 : 자유한국당 2020 경제대전환 위원회 활기찬 시장경제 분과위원
- 2019.03 ~ : 행동하는 자유시민 공동대표
- 2019.03 ~ 2019.05 : 자유한국당 文정권 경제실정백서특별위원회 위원
- 2014.11 ~ 2018.01 : 카이스트청년창업투자지주 대표이사
- 2011.10 ~ 2013.08 : 카이스트 경영대학 학장
- 2011.10 ~ 2013.08 : 카이스트 테크노경영연구소 소장
- 2011.08 ~ 2011.11 : 카이스트 경영대학 학장 직무대행
- 카이스트 경영대학 학사부대학장
- 카이스트 테크노경영대학원 원장
- 카이스트 경영공학 과장
- 2009: 마르퀴즈 후즈 후 인 더 월드 등재
- 2001.06 ~ : 카이스트 테크노경영대학원 교수
- 2001.06 ~ : 카이스트 경영대학 교수
- 1998 ~ 2001 : 미국 일리노이스대학교 시카고 캠퍼스 (UIC) 경영대학 (IS Dept.) 부교수
- 1994 ~ 1999 : 미국 애리조나대학교 (U of A) 경영대학 (Management IS Dept.) 조교수
- 1985 ~ 1990 : 신도리코 전산팀, 신규사업팀 팀장